# Complesso di Sant'Andrea delle Dame

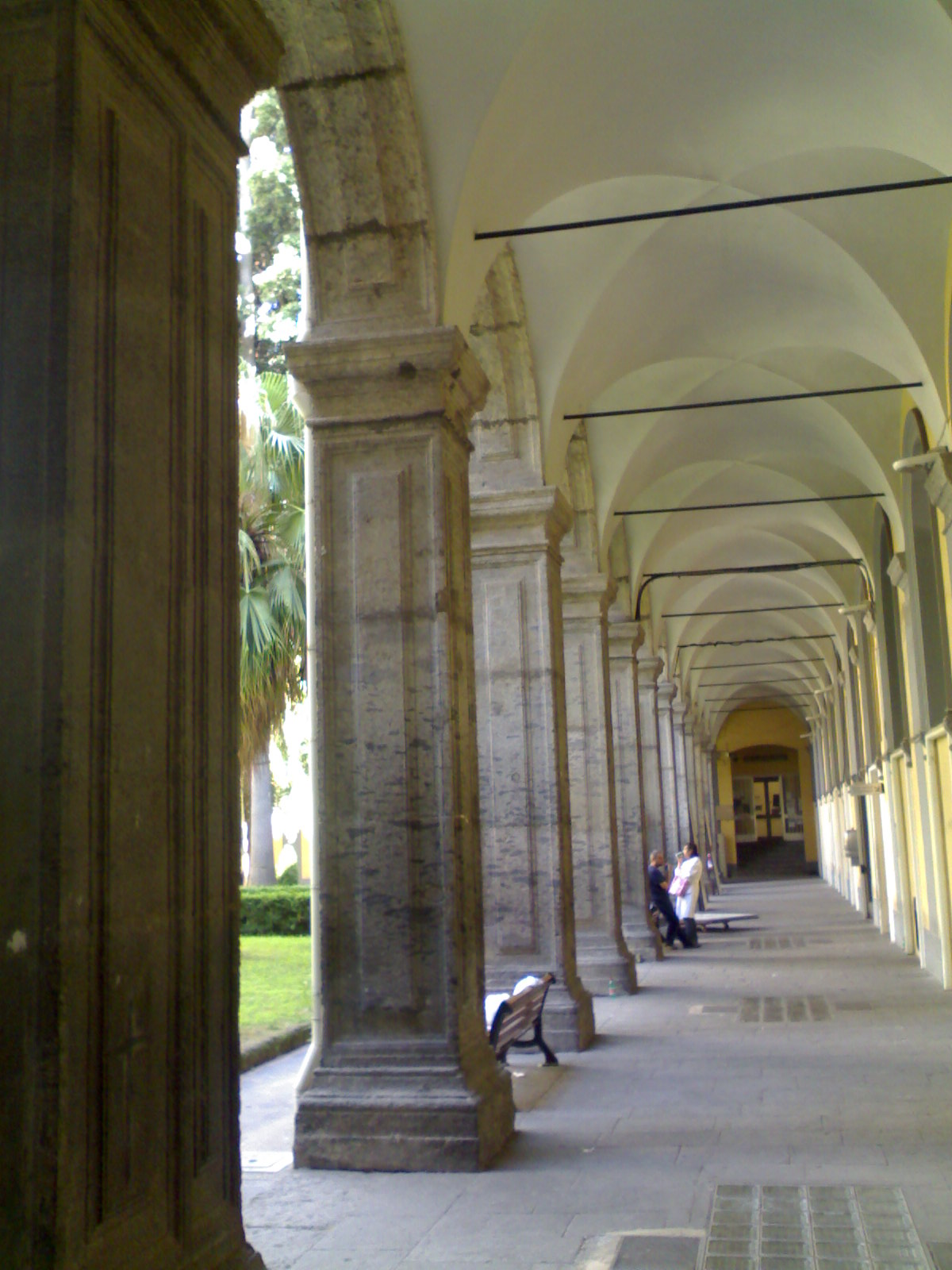
I pilastri in piperno

Il complesso di Sant'Andrea delle Dame è un edificio di Napoli, situato nell'omonima piazzetta. È sede della facoltà di Medicina e Chirurgia dell'Università degli Studi della Campania Luigi Vanvitelli.

## Storia
Venne fondato da quattro nobildonne, figlie del notaio Andrea Palescandolo, le quali, avendo preso i voti nel 1580, istituirono un convento dell'ordine agostiniano dedicato a sant'Andrea, da allora chiamato "delle Dame".
Mentre la costruzione del monastero è stata attribuita al teatino Francesco Grimaldi, la Platea ha rivelato quale autore il fratello delle quattro dame, frate teatino, Marco, coadiuvato dal confratello Valerio Pagano, a spese della famiglia Palescandolo. Dai registri del monastero conosciamo i nomi di un gruppo di maestri fabbricatori (Bartolomeo Cantone, Felice Antonio Giordano, Antonio Verniero e Allegro di Amato). Il nuovo edificio venne inaugurato il 7 marzo del 1587 e il chiostro venne terminato nei primi anni del XVII secolo.
Nel 1748 la "Torretta reale", un chiostro belvedere, venne progettato dall'architetto Costantino Manni: per la sua realizzazione le monache entrarono in lite con il confinante monastero di San Gaudioso. La disputa si concluse con la mediazione della regina Amalia Valpurga.
Il monastero è stato soppresso durante l'occupazione francese di Napoli e nel 1884 la chiesa annessa fu chiusa al culto. I bombardamenti che colpirono Napoli durante la seconda guerra mondiale non risparmiarono la struttura, ma il complesso ha ancora mantenuto i suoi tratti originari.
Divenne infine una sede dell'Università degli studi di Napoli e, dopo lo scorporo della facoltà di medicina, è sede del polo napoletano della stessa facoltà della Università della Campania Luigi Vanvitelli.
Nel 2004 la chiesa è stata restaurata.

## La chiesa

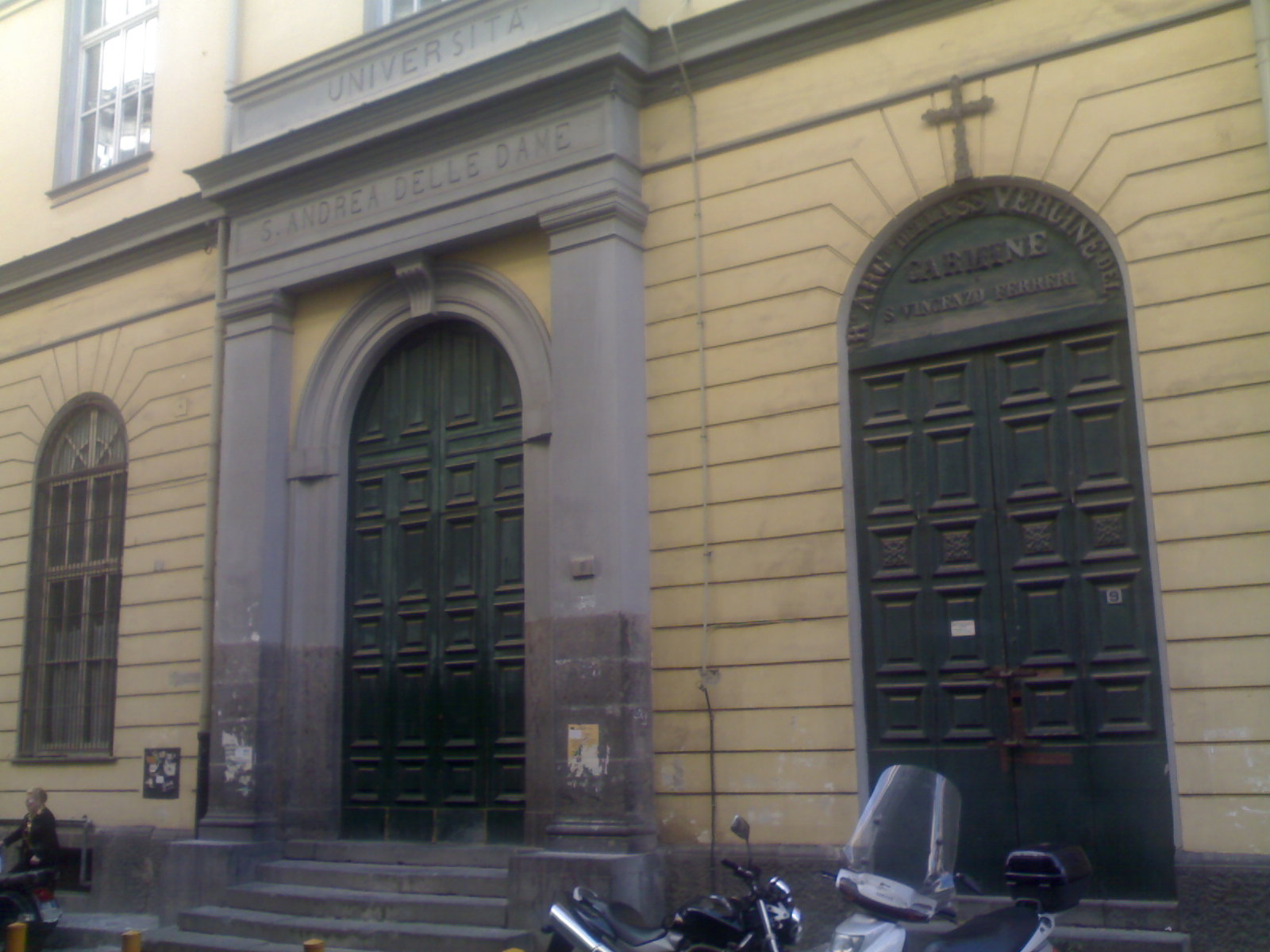
L'ingresso alla chiesa

La chiesa sorse in corrispondenza della primitiva acropoli greca, in un sito, dove in seguito vennero eretti numerosi altri complessi e conventi, fino a formare una vera e propria cittadella. All'origine, era situata all'interno della struttura, mentre ora vi si accede direttamente dalla strada. La pianta è rettangolare, rispettando quindi i canoni della Controriforma.
Internamente la chiesa conserva affreschi di Belisario Corenzio, uno dei pittori che dopo il Concilio di Trento operarono il rinnovamento della precedente tradizione iconografica. I vividi colori dei dipinti richiamano le scuole fiamminga e veneta.
Vi si trova inoltre un altare con intarsi di madreperla, opera di Dionisio Lazzari. Le statue marmoree sono opera di Pietro Ghetti, mentre la tela collocata sulla volta è di Giacinto Diano e il pavimento maiolicato di Ignazio Giustanini. La tavola del Martirio di sant'Andrea, di Giovan Filippo Criscuolo presenta una cornice marmorea cinquecentesca. Il presbiterio venne realizzato nel XVIII secolo.

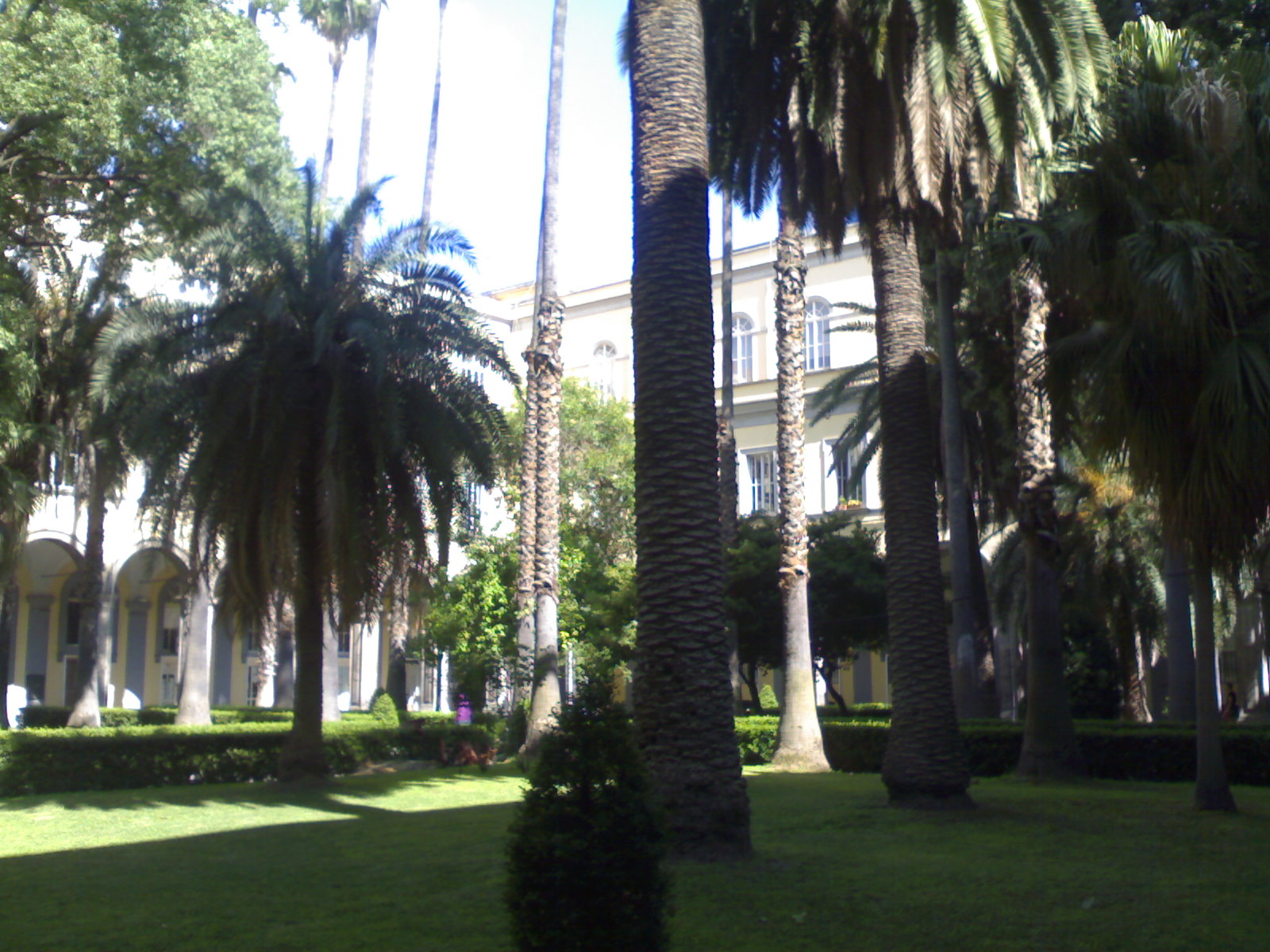
Il chiostro

## Il chiostro
Il progetto del chiostro prevedeva la creazione di un luogo luminoso e spazioso, con alti pilastri di piperno sormontati da arcate della stessa pietra, che reggevano un corpo di fabbrica adibito a dormitorio. Sulla facciata esterna vennero dipinte finte colonne e finte arcate di piperno con le loro decorazioni, incarico affidato al fiammingo Pietro Mennes.